# How to Be Normal and the Oddness of the Other World
How to Be Normal and the Oddness of the Other World  ist ein österreichischer Spielfilm aus dem Jahr 2025 von Regisseur und Drehbuchautor Florian Pochlatko mit Luisa-Céline Gaffron, Elke Winkens und Cornelius Obonya. Premiere war am 16. Februar 2025 im Rahmen der 75. Internationalen Filmfestspiele Berlin in der Sektion Perspectives.

## Handlung
Pia wurde mit Mitte 20 gerade aus der Psychiatrie entlassen und kehrt in das Kinderzimmer im elterlichen Wohnhaus zurück. Im Büro ihres Vaters nimmt sie einen Aushilfsjob an. Allerdings glaubt niemand mehr, dass Pia nach ihrer Entlassung halbwegs normal ist, weder ihr Exfreund Jona, noch ihre Eltern Elfie und Klaus, noch die Arbeitskollegen. Nur der 12-jährige Nachbarsbub Lenni fühlt sich mit Schule und durchgetakteter Freizeit genauso gefangen wie Pia. 
Mutter Elfie sorgt sich, dass Pias Krankheit wieder ausbrechen könnte. Vater Klaus bemüht sich Pia nach seinen Vorstellungen in die Welt zu integrieren. Und Exfreund Joni wünscht sich die alte Pia zurück. Während es alle mit ihr gut meinen und Vorstellungen und Erwartungen haben, wie Pia ihrer Meinung nach zu sein hat, versucht Pia ihren Platz in der Welt zu finden.

## Produktion und Hintergrund
Die Dreharbeiten fanden an 27 Drehtagen vom 17. April bis zum 26. Mai 2023 in Wien und Niederösterreich statt. Gedreht wurde unter anderem im Wiener Augarten. Produziert wurde der Film von der Golden Girls Filmproduktion, als Produzenten fungierten Arash T. Riahi und Sabine Gruber. Unterstützt wurde der Film vom Österreichischen Filminstitut, vom Filmfonds Wien, vom Land Niederösterreich und von Cine Art, beteiligt war der Österreichische Rundfunk. Den Vertrieb übernahm Filmladen.
Die Kamera führte Adrian Bidron, die Musik schrieb Rosa Anschütz, die Montage verantwortete Julia Drack und das Casting Martina Poel. Den Ton gestaltete Nora Czamler, das Kostümbild Anna Zeitlhuber das Szenenbild Julia Oberndorfinger und Attila Plangger und die Maske Nora Conradi. Als Green Consultant fungierte Jeannette Ziemeck und als Intimitätskoordinatorin Katharina Haudum.

## Veröffentlichung
Premiere war am 16. Februar 2025 im Rahmen der 75. Internationalen Filmfestspiele Berlin, wo der Film in die Sektion Perspectives eingeladen wurde.
Auf der Diagonale wurde der Film am 27. März 2025 als Eröffnungsfilm gezeigt.
Der Kinostart ist in Österreich für den 19. September 2025 vorgesehen.

## Rezeption
Patrick Fey bewertete den Film auf filmstarts.de mit zwei von fünf Sternen. Mit seinem Debütfilm stelle Pochlatko vor allem eines unter Beweis: Wie schwierig es ist, eine inszenatorische Handschrift zu entwickeln. Inmitten eines Wirrwarrs stilistischer Beliebigkeit und fader Gesellschaftsanalyse müsse konstatiert werden, dass er sich noch auf der Suche befinde.
Gabriel Göttel vergab auf film-rezensionen.de sieben von zehn Punkten. Der Film provoziere sein Publikum durch dessen kreative Visualität, sich auf neue Weise mit psychischen Störungen auseinanderzusetzen. Welchen Einfluss dabei unsere digitale Umwelt nehmen, vermittle Pochlatko nicht gerade unterschwellig, aber immer noch anspruchsvoll genug, damit man sich der Relevanz des Themas bewusst bleibe.
Julia Schafferhofer schrieb in der Kleinen Zeitung, dass der Film das Kranksein in einen mitreißenden, teils surrealen, aber stets einfühlsamen Graphic-Novel-Look mit poppigen Montagen und Social-Media-Ästhetik packe. Der Film setze auf Melancholie, popkulturelle Referenzen, geglückte Cameo-Auftritte und jede Menge sarkastischen Humor, Situationskomik und goscherte Dialoge. Hauptdarstellerin Luisa-Céline Garron überzeuge in jeder emotionalen Extremsituation und bliebe dennoch bis zum Schluss unnahbar. Das gesamte Ensemble glänze und mache auch nachvollziehbar, was es heißt, Angehöriger zu sein.
Marina Pavido meinte auf cinema-austriaco.org, dass der Regieansatz ausschließlich aus der Perspektive der Protagonistin bemerkenswert sei, so dass der Zuseher im Laufe des Films nicht weiß, was real ist und was nicht. Pochlatko sei es gelungen, seinem Erstlingswerk eine eigene, ausgeprägte Persönlichkeit zu verleihen, die sich nicht scheut, zu experimentieren. Pia sei auch dank der hervorragenden Leistung von Luisa-Céline Gaffron eine Figur, die man sofort ins Herz schließe.
Lisa Leeb befand auf subtext.at, dass der Film durch seine konkrete, ungeschmückte Darstellung von psychischen Krankheiten begeistere und vor allem, wie sich das Leben einer Familie durch eine Krankheit verändern kann. Am Ende lasse einen der Film aber verwirrt zurück, und teilweise habe man das Gefühl, nicht alles mitbekommen zu haben. Nach und nach setze sich die Geschichte wieder im Kopf zusammen, aber der Wahnsinn, so wie er im Film dargestellt wurde, lasse sich nicht verstehen. Müsse man aber auch nicht.